# Lübecks voetbalkampioenschap
Het Lübecks voetbalkampioenschap (Duits: Lübecker Fußballmeisterschaft) was een regionale voetbalcompetitie uit de hanzestad Lübeck.
Na twee seizoenen werden de clubs uit Lübeck overgeheveld naar de competitie van Kiel. Deze competitie Bezirk Kiel-Lübeck bestond drie seizoenen en alle titels werden gewonnen door Holstein Kiel. In 1910 kregen de clubs uit Lübeck weer een eigen competitie.
In 1913/14 werd gestart met één competitie voor heel Noord-Duitsland, alle regionale competities werden nu de tweede klasse behalve die van Lübeck die zelfstandig bleef. Geen van de clubs werd sterk genoeg bevonden om deel te nemen aan de NFV-Liga. Door het uitbreken van de Eerste Wereldoorlog werd deze grotere competitie weer afgeschaft. Hierdoor werd er ook enkele jaren niet gevoetbald in Lübeck. Na 1920 veranderde de bond de competitie enkele keren en startte in 1922 met de competitie voor Lübeck-Mecklenburg.

## Erelijst
- 1906 BC 03 Lübeck
- 1907 BC 03 Lübeck
- 1911 BC 03 Lübeck
- 1912 BC 03 Lübeck
- 1913 Lübecker Turnerschaft
- 1914 Lübecker Turnerschaft
- 1918 TV Gut Heil 1876 Lübeck
- 1919 FC Alemannia Lübeck
- 1920 Lübecker Turnerschaft

## Seizoenen eerste klasse
Van het seizoen 1918/19 is enkel de kampioen bekend. Seizoen 1913/14 fungeerde de competitie als tweede klasse. 
| Club                     | /9 | Seizoenen (1905-1907, 1910-1914, 1917-1920) |
| ------------------------ | -- | ------------------------------------------- |
| BC 03 Lübeck             | 6  | 1905-1907, 1910-1914                        |
| SV 05 Lübeck             | 5  | 1905-1907, 1910-1913                        |
| FC Teutonia 02 Oldesloe  | 4  | 1905-1907, 1911-1912, 1919-1920             |
| Lübecker TS              | 4  | 1912-1914, 1917-1918, 1919-1920             |
| FC Alemannia 1904 Lübeck | 3  | 1913-1914, 1918-1920                        |
| Seminar FC 07 Lübeck     | 2  | 1910-1912                                   |
| TV Gut Heil 1876 Lübeck  | 2  | 1917-1918, 1919-1920                        |
| FC Germania Lübeck       | 2  | 1917-1918, 1919-1920                        |
| BC 03 Lübeck II          | 1  | 1905-1906                                   |
| Urania Lübeck            | 1  | 1912-1913                                   |
| BC 06 Oldesloe           | 1  | 1917-1918                                   |
| Lübecker BV              | 1  | 1919-1920                                   |

1905/06 · 1906/07 · 1910/11 · 1911/12 · 1912/13 · 1913/14 · 1917/18 · 1918/19 · 1919/20